# Adile Zogu
Prinsessan Adile Zogu, född 1893, död 1966, var en albansk prinsessa, den första av sex systrar till kung Ahmet Zogu av Albanien. Hon var dotter till Xhemal Pasha Zogolli, hövding av Mati, och Sadije Hanëm Zogolli. Vid hennes brors trontillträde 1928 fick hennes mor titeln drottningmoder, medan hennes halvbror Xhelal blev prins och hon och hennes fem systrar fick titeln prinsessa. 
Hon gifte sig med Emin Bey Agolli-Doshishti och fick tre söner, Salih, Hysein och Sherafedin, och två döttrar, Teri och Danush. När hennes före detta svägerska prinsessan Ruhije skilde sig från hennes halvbror prins Xhelal bosatte hon sig hos Adile.
Medan kungens fyra yngre systrar Senije Zogu, Myzejen Zogu, Ruhije Zogu och Maxhide Zogu fick spela en viktig offentlig roll i den kungliga representationen, levde hans två äldre systrar Adile Zogu och Nafije Zogu till stor del ett tillbakadraget liv och syntes bara vid enstaka tillfällen i det offentliga livet. Adile spelade sällan någon offentlig roll under sin brors regeringstid. I stället hade hon uppgiften att organisera det kungliga hushållet och hovet, och hon sades vara den enda av systrarna som behövde ägna sig åt praktiska och ekonomiska uppgifter. Hon ska i övrigt ha ägnat sitt liv helt åt familjen. 
Adile lämnade Albanien tillsammans med den övriga kungafamiljen vid andra världskrigets utbrott 1939 och flyttade till Storbritannien. Medan den övriga familjen bosatte sig i Egypten 1946 stannade hon kvar i England hos sin dotter Teri, som gift sig med en engelsman. Hon vårdade dock brodern Zog i Frankrike under hans sista år, sedan denne flyttat från Egypten 1955. 

### Fotnoter
1. ↑  Darryl Roger Lundy, The Peerage, The Peerage person-ID: p13210.htm#i132094.[källa från Wikidata]
2. ↑  The Peerage person-ID: p13210.htm#i132094, läst: 7 augusti 2020.[källa från Wikidata]
3. 1 2 3 4 5 6 7  Darryl Roger Lundy, The Peerage.[källa från Wikidata]